# The Night before your Birthday
『The Night before your Birthday』（ざ ないと びふぉあ ゆあ ばーすでい）は、フジテレビ系列の音楽バラエティ番組『LOVE LOVE あいしてる』内で結成されたビートルーズの楽曲。
1998年7月18日に初披露されて以後、後身番組『新堂本兄弟』を含めて5回演奏（放送）されている。
作詞は堂本剛で作曲は堂本光一だが、演奏時のクレジット表記は常にビートルーズとなっている。またプロデュースの松任谷正隆は、初披露時のみの参加となった。

## ビートルーズ結成
- 1998.1.20 『LOVE LOVE あいしてる』内の「TAK*KINのカムカムGUITAR KIDS」コーナーで、篠原ともえ（ベース）、KinKi Kids（ギター）、吉田拓郎（ドラム）による「史上最悪のバンド」結成が発表される。
- 1998.2.10 「僕はね、ドラムやりたくない。光一、ドラムやれ。」で、吉田拓郎が脱退。

その後、松任谷正隆がプロデューサーに就任。バンド名は「ドラムのビートがルーズだから」ビートルーズに決定。
- 2001.3.31　LOVE LOVE ALL STARS解散ライブにて吉田拓郎も含めて再結成。（尚、以後の放送では再結成とは明示されていない）

## 演奏歴
- 1998.7.18　27時間夢列島 生LOVE LOVE あいしてるスペシャル（初披露）

堂本剛（ギター）、篠原ともえ（ベース）、堂本光一（ドラム）、松任谷正隆（キーボード）、コーラス：LOVE LOVE ALL STARS
- 1998.11.7　LOVE LOVE あいしてる100回記念ライブ

KinKi Kids（ボーカル）、演奏＆コーラス：LOVE LOVE ALL STARS
- 2001.3.31　LOVE LOVE ALL STARS解散ライブ

堂本剛（ギター）、篠原ともえ（ベース）、堂本光一・吉田拓郎（ドラム）、コーラス：LOVE LOVE ALL STARS
- 2005.12.18　新堂本兄弟（ゲスト：篠原ともえ）

篠原ともえ（ボーカル）、KinKi Kids（ギター）、演奏＆コーラス：堂本ブラザーズバンド
- 2009.8.23  堂本ブラザーズバンド 3rd Live（リクエスト投票 2位）

堂本光一（ギター）、篠原ともえ（ベース）、堂本剛（ドラム）
『LOVE LOVE あいしてる』での演奏とそれ以後では、歌詞やボーカルパートなどアレンジが大幅に異なっている。また二回目となった1998.11.7放送回は実質的なKinKi Kidsバージョンであり、吉田拓郎（ギター）篠原ともえ（コーラス）も参加しているが、LOVE LOVE ALL STARSの一員としての参加にとどまっている。
なお、総集編などで、これらの演奏の一部が放送されることがある。